# دیدارهای فوتبال ایران و اسرائیل
تیم ملی فوتبال پادشاهی ایران و تیم ملی فوتبال اسرائیل تاکنون ۵ بار در مقابل یکدیگر قرار گرفته‌اند. حاصل این بازیها، ۳ برد برای تیم ملی فوتبال پادشاهی ایران، ۱ برد برای تیم اسرائیل و ۱ تساوی بوده است
در این بازیها جمعاً ۱۳ گل به ثمر رسیده است که سهم تیم ایران ۷ گل و سهم تیم تیم اسرائیل ۶ گل بوده است
تیم ملی فوتبال شاهنشاهی ایران و تیم ملی فوتبال اسرائیل دو بار در دو فینال مهم به مصاف هم رفته‌اند که هر دو بازی به میزبانی ایران و با برتری ایران همراه شده است‌.
بار اول در فینال جام ملت‌های آسیا ۱۹۶۸، که ایران با حساب ۲ بر ۱ برنده شد و بار دوم در فینال بازی‌های آسیایی ۱۹۷۴ که این بار ایران با حساب ۱ بر ۰ برنده شد ؛ در پی انقلاب ۵۷ و تغییر نظر حکومت جدید ایران مبنی بر به رسمیت شناختن اسرائیل ، تیم های فوتبال دو کشور هرگز مقابل یکدیگر قرار نگرفتند.
در ۲۴ شهریور ۱۳۵۳ در آخرین روز هفتمین دوره بازی‌های آسیایی تهران، فینال مسابقات فوتبال این دوره از بازی‌ها بین تیم‌های فوتبال ایران و اسراییل برگزار شد. این بازی با گل خودی تیم اسرائیل به نفع تیم میزبان تمام شد و تیم ملی فوتبال ایران برای دومین بار اسرائیل را در تهران شکست داد،گفته میشود که پس از اتمام بازی باریکنان تیم ملی فوتبال اسرائیل به اعلیحضرت همایونی محمدرضا شاه پهلوی ، شهبانو فرح پهلوی و ولیعهد رضا شاه پهلوی و مردم شاه دوست ایران تعظیم کردند ، پیش از این نیز تیم ملی فوتبال کویت به ایرانیان تعظیم کرده بودند.

## اولین بازی
اولین بازی بین این دو تیم در تاریخ پنجم خرداد ۱۳۳۷ از سری مسابقات بازی‌های آسیایی ۱۹۵۸ برگزار شد که اسرائیل با حساب ۴ بر ۰ ایران را شکست داد.

## بهترین برد
بهترین برد تیم ملی شاهنشاهی ایران در برابر تیم ملی اسرائیل کسب نتیجه ۵ بر ۰ میباشد که در بازیهای مقدماتی جام ملت‌های آسیا ۱۹۶۰ به دست آمده است.

## بررسی کلی بازیها
| بردهای ایران   | ۳ بازی |               | گل‌های ایران | ۷ گل                             |        | بازی‌های برگزار شده در ایران | ۲ بازی |
| مساوی          | ۱ بازی | گل‌های اسرائیل | ۶ گل        | بازی‌های برگزار شده در کشور بی‌طرف | ۳ بازی |                             |        |
| بردهای اسرائیل | ۱ بازی |               |             | بازی‌های برگزار شده در اسرائیل    | ۰ بازی |                             |        |
| مجموع بازی‌ها   | ۵ بازی | مجموع گل‌ها    | ۱۳ گل       | مجموع بازی‌ها                     | ۵ بازی |                             |        |

## عنوان بازیها
| #   | عنوان بازی              | تعداد بازی | برد ایران | برد اسرائیل | مساوی |
| --- | ----------------------- | ---------- | --------- | ----------- | ----- |
| ۱   | بازیهای المپیک آسیایی   | ۲          | ۱         | ۱           | ۰     |
| ۲   | مقدماتی جام ملت‌های آسیا | ۲          | ۱         | ۰           | ۱     |
| ۳   | جام ملتهای آسیا         | ۱          | ۱         | ۰           | ۰     |
| جمع | جمع                     | ۵          | ۳         | ۱           | ۱     |

## میزبان و میهمان
| بازیهایی که در ایران برگزار شده است       | بازیهایی که در ایران برگزار شده است | بازیهایی که در ایران برگزار شده است | بازیهایی که در ایران برگزار شده است |
| تیم                                       | برد                                 | مساوی                               | باخت                                |
| ----------------------------------------- | ----------------------------------- | ----------------------------------- | ----------------------------------- |
| ایران                                     | ۲                                   | ۰                                   | ۰                                   |
| اسرائیل                                   | ۰                                   | ۰                                   | ۲                                   |
| بازیهایی که در اسرائیل برگزار شده است     |                                     |                                     |                                     |
| تیم                                       | برد                                 | مساوی                               | باخت                                |
| ایران                                     | ۰                                   | ۰                                   | ۰                                   |
| اسرائیل                                   | ۰                                   | ۰                                   | ۰                                   |
| بازیهایی که در کشوری بی‌طرف برگزار شده است |                                     |                                     |                                     |
| تیم                                       | برد                                 | مساوی                               | باخت                                |
| ایران                                     | ۱                                   | ۱                                   | ۱                                   |
| اسرائیل                                   | ۱                                   | ۱                                   | ۱                                   |

## فهرست کلی بازیها
| # | تاریخ     | عنوان بازیها        | ورزشگاه / شهر          | عنوان بازیها                 | گلزنان                                                         |
| - | --------- | ------------------- | ---------------------- | ---------------------------- | -------------------------------------------------------------- |
| ۵ | ۱۳۵۳/۶/۲۴ | ایران ۱ - ۰ اسرائیل | آریامهر، تهران         | بازی‌های آسیایی ۱۹۷۴          | شوم ایتژاک (۳۰ - گل به خودی با دخالت محمدرضا عادلخانی)         |
| ۴ | ۱۳۴۷/۲/۲۹ | ایران ۲ - ۱ اسرائیل | امجدیه، تهران          | جام ملت‌های آسیا ۱۹۶۸         | همایون بهزادی (۷۵) – پرویز قلیچ خانی (۸۶) ** اشپیگل گیورا (۵۶) |
| ۳ | ۱۳۳۸/۹/۲۰ | ایران ۱ - ۱ اسرائیل | کالج مهاراجه، کوچی،هند | مقدماتی جام ملت‌های آسیا ۱۹۶۰ | عباس حجری (۵۹) ** آوراهام مِنچل (۹)                             |
| ۲ | ۱۳۳۸/۹/۱۳ | ایران ۳ - ۰ اسرائیل | کالج مهاراجه، کوچی،هند | مقدماتی جام ملت‌های آسیا ۱۹۶۰ | عباس حجری (۴۳) – حمید برمکی (۵۹) – پرویز دهداری (۶۵)           |
| ۱ | ۱۳۳۷/۳/۵  | ایران ۰ - ۴ اسرائیل | ملی توکیو، توکیو، ژاپن | بازی‌های آسیایی ۱۹۵۸          | گلازر یهوشوا – استلمَچ ناهوما (۳۰ و ۷۸) – رِزنیک نواه            |

## گلزنان
کلا ۵ بازیکن ایرانی با پیراهن تیم ملی ایران موفق به زدن گل به تیم ملی اسرائیل شده‌اند که عباس حجری با زدن ۲ گل بهترین گلزن ایران در تاریخ جدالهایش با تیم ملی اسرائیل است
استلمَچ ناهوما نیز با زدن دو گل بهترین گلزن تیم ملی اسرائیل است

### گلزنان ایران
- ۲ گل : عباس حجری
- ۱ گل : پرویز قلیچ خانی – همایون بهزادی – پرویز دهداری – حمید برمکی
  - یک گل ایران نیز توسط بازیکنان اسرائیل به ثمر رسیده است

### گلزنان اسرائیل
- ۲ گل : استلمَچ ناهوما
- ۱ گل : اشپیگل گیورا – آوراهام مِنچل – گلازر یهوشوا – رِزنیک نواه